# 串珠杜鹃
串珠杜鹃（学名：Rhododendron hookeri），为杜鹃花科杜鹃花属下的一个植物种。